# بطوشية (الباب)
بطوشية  قرية سوريّة تتبع إداريّاً لمحافظة حلب منطقة الباب ناحية تادف، بلغ تعداد سكانها 108 نسمة حسب التعداد السكاني لعام 2004.